# مارك ماكنزي (ملحن)
مارك ماكنزي (بالإنجليزية: Mark McKenzie)‏ هو ملحن أمريكي، ولد في 1957 في ليك سيتي في الولايات المتحدة.

## وصلات خارجية
- الموقع الرسمي
- مارك ماكنزي على موقع IMDb (الإنجليزية)
- مارك ماكنزي على موقع ميوزك برينز (الإنجليزية)
- مارك ماكنزي على موقع أول ميوزيك (الإنجليزية)
- مارك ماكنزي على موقع ديسكوغز (الإنجليزية)
- مارك ماكنزي على موقع قاعدة بيانات الفيلم (الإنجليزية)